# Faliraki
Faliraki (griechisch Φαληράκι (n. sg.)) ist ein bedeutender Urlaubsort auf der griechischen Insel  Rhodos. Er liegt rund 18 Kilometer von Rhodos-Stadt entfernt an der Ostküste der Insel. 
Faliraki ist eine der „Touristenhochburgen“ der Insel. Die historische Bausubstanz des ehemals griechischen Fischerorts ist zum größten Teil der Tourismusbranche gewichen. Jedoch liegen direkt beim Ort Faliraki vereinzelt ältere, kleine, familiär betriebene Hotels, die an das traditionelle Faliraki erinnern. Nördlich an die Faliraki-Bucht schließt sich ein felsiger Küstenabschnitt an, hinter dem die bekannten Thermen von Kalithea liegen, südlich liegen Ladiko und die Anthony-Quinn-Bucht.

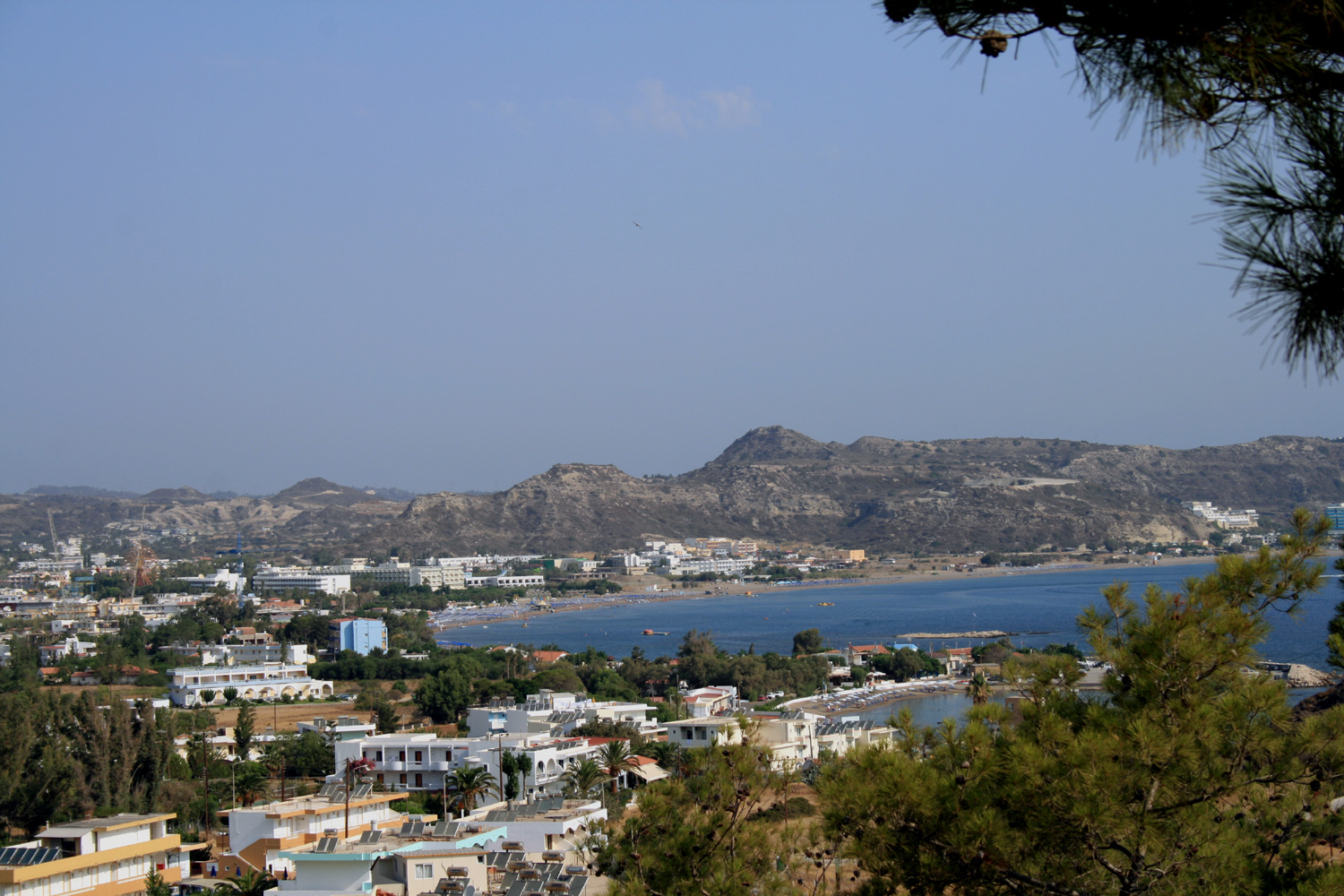
Blick auf Faliraki

Das heutige Faliraki wird insbesondere vom langgestreckten, flach abfallenden Sand-/Kiesstrand geprägt, der sich nördlich des alten Kerns des ehemaligen Fischerortes anschließt. Seit Ende der 1980er Jahre wurden zahlreiche Hotels in Strandnähe gebaut. Die modernen mehrstöckigen Hotels zogen Gastronomiebetriebe, Discos und viele kleinere Geschäfte mit sich. Wassersportaktivitäten werden am Strand von Faliraki angeboten, so dass die Hotels eine Vielzahl von Wassersportmöglichkeiten, wie Wasser- und Jetski, Ruder-, Tret- und Segelboote sowie Surfbretter anbieten. Außerdem befindet sich in Faliraki der Water Park.
Als Reiseziel und Ausgangspunkt für weitere Aktivitäten ist Faliraki gut geeignet, so findet z. B. ein Fährverkehr nach Lindos statt. Buslinien durchfahren Faliraki und verbinden den Ort innerhalb von rund 20 Minuten mit Rhodos-Stadt, der Inselhauptstadt. 
Der Flughafen ist etwa 20 bis 30 Minuten entfernt.